# Sycophila decatomoides
Sycophila decatomoides är en stekelart som beskrevs av Walker 1871. Sycophila decatomoides ingår i släktet Sycophila och familjen kragglanssteklar. Inga underarter finns listade i Catalogue of Life.